# Assassin’s Creed III
Assassin’s Creed III (с англ. — «Кредо убийцы 3») — компьютерная игра из серии Assassin’s Creed в жанре action-adventure, разработанная компанией Ubisoft Montreal для платформ PlayStation 3, Xbox 360, Wii U, Windows. В игре представлены новый главный герой и новое место действия. Игра вышла на консолях PlayStation 3 и Xbox 360 31 октября 2012 года, версия для Windows вышла 21 ноября 2012 года, для Wii U — 30 ноября 2012 года вместе с релизом приставки. Обновлённая версия вышла 29 марта 2019 года на PlayStation 4, Xbox One, Windows и 21 мая 2019 года на Nintendo Switch.
В первый месяц после релиза было реализовано 7 млн копий игры, что делает её самой быстропродаваемой игрой в истории Ubisoft.

## Игровой процесс
Assassin’s Creed III относится к жанру action-adventure с элементами стелс-экшена. События игры происходят в открытом мире, который представлен несколькими локациями. В Assassin’s Creed III представлены города Бостон и Нью-Йорк, а также территория Фронтира.
Игра имеет 2 сюжетные линии: присутствуют сюжетная линия в прошлом времени, действие которой разворачивается во второй половине XVIII века и сюжетная линия в настоящем, события которой происходят в 2012 году. Игрок может свободно переключаться между ними.
В Assasin’s Creed III, как и в прошлых частях серии, для перемещения по игровому миру игрок может использовать искусство паркур: можно «зацепиться» за любой выступ, забраться на любую постройку и т. д. В игре есть «точки обзора» — здания или природные возвышенности, забравшись на которые, игрок может выполнить «синхронизацию» — открытие некоторой части карты. После выполнения «синхронизации» игрок может сделать «Прыжок веры» — выдуманный игровой прыжок, который позволяет осуществить быстрый спуск со здания или возвышенности в смягчающую падение среду (стог сена, водное пространство и т. д.). Также в игре присутствуют предметы коллекционирования и случайные события в открытом мире. Помимо передвижения пешком, игровой персонаж может использовать транспортные средства: лошадей, а также боевой корабль для перемещения и выполнения заданий.
Система миссий в игре представлена системой, когда выбранное задание выполняется всегда последовательно, отсутствует возможность переключения между миссиями в любой момент, а условием поражения является невыполнение условий миссии или смерть персонажа. Обычно миссии можно пройти 2 способами: «скрытым» — незаметное уничтожение врагов и выполнение целей, и «громким» — вступление в открытый бой с противником или группой противников.
Система вооружения игр серии представлена различными видами мечей и сабель, луками и пистолетами, разнообразными приспособлениями (например, духовая трубка с дротиками со снотворным или дымовые шашки), а также «скрытым клинком» — вымышленным оружием ближнего боя, которое позволяет устранить любого противника с одного удара, если персонаж не был замечен.
В Assassin’s Creed III игроку противостоят несколько видов противников. Противники, как и главный герой, могут использовать оружия ближнего и дальнего боя, а также приспособления, могут блокировать атаки и контратаковать героя. Кроме противников-людей, в игре впервые в серии встречаются агрессивные к протагонисту дикие животные.

### Сетевой режим
Помимо однопользовательской кампании в игре представлен и сетевой кооперативный режим. Кооперативный режим Assassin’s Creed III поддерживает от двух до четырёх участников. Кроме того, в новой части Assassin’s Creed есть и обычный многопользовательский режим, где на одной карте могут собраться до восьми игроков.
Сетевой режим будет стабильно развиваться на протяжении целого года, открывая новые детали сюжета. Приблизительно раз в месяц будут выходить обновления с зарисовками, посвящёнными компании Abstergo. По сюжету становится известно, что корпорация решается на рискованный шаг, и хочет выставить на продажу устройство Анимус, которое способно считывать генетическую память предков и потом воспроизводить. По какой причине «Абстерго» идёт на такие меры можно узнать во время прохождения именно сетевого режима. Система устроена следующим образом: надо развиваться в сетевой игре, прокачивать персонажа, после чего открывается доступ к новому контенту и испытаниям, проходя которые можно увидеть новые заставки.

## Сюжет

Знак американских ассасинов

Сюжет игры начинается непосредственно после окончания событий Revelations. В настоящем времени Дезмонд, его отец Уильям, Ребекка Крэйн и Шон Гастингс находят величественный Храм в пещере неподалёку от Нью-Йорка. С помощью «Яблока» Дезмонд активизирует большую часть оборудования, а также таймер, указывающий на важное событие 21 декабря 2012 года. Для того чтобы открыть путь к спасению мира, нужен ключ и четыре источника энергии. Один источник был найден в храме, а местоположение оставшихся трёх неизвестно. В храме, перед вратами, Дезмонд теряет сознание и его подключают к Анимусу, чтобы узнать, где был спрятан ключ.
Анимус переносит Дезмонда в 1754 год в воспоминания английского дворянина Хэйтема Кенуэя. Хэйтем отправляется в Ковент-Гарден, чтобы заполучить медальон, при помощи которого он и его соратники смогут узнать о «тех, кто пришли раньше». Пробравшись по балконам и за кулисами, Хэйтем добирается до своей жертвы. Забрав медальон и убив свою цель скрытым клинком, он покидает оперу. Позже, на собрании лидеров ордена Хэйтему поручают отправиться в Америку и найти Храм. Также ему даётся список из пяти имён, которых он должен будет завербовать.
Добравшись до Америки, попутно предотвратив бунт на корабле и «сбросив хвост», Хэйтем прибывает в Бостон. Сперва он должен найти пять человек, которые могут ему помочь: Чарльз Ли, Уильям Джонсон, Томас Хики, Бенджамин Чёрч и Джонатан Питкерн. Разыскав этих людей, они убивают работорговца по имени Сайлас Тэтчер и освобождают группы американских индейцев-рабов, принадлежащих племени могавков. Одна из этих могавков, Гадзидзио (или Дзио), соглашается помочь Хэйтему в поисках храма при условии, что он убьёт генерала Эдварда «Бульдога» Брэддока. После отслеживания его движения, Хэйтем убивает Брэддока, когда он отступает в Форт Дюкен. Хэйтем и Гадзидзио отправляются в Великий Храм, однако Хэйтем разочаровывается тем, что медальон не открывает дверь. В этот момент, пара раскрывает свои романтические намерения по отношению друг к другу, и вскоре после этого, Чарльз Ли и Хэйтем возвращаются в Бостон, где Кенуэй посвящает Ли в тамплиеры.
1760 год. Рассказ переключается на Радунхагейду — сына Хэйтема. После игры в прятки с его друзьями в лесу недалеко от его деревни, Радунхагейду встречает армию колонистов во главе с Чарльзом Ли. Ли избивает мальчика и сообщает о своих намерениях «поговорить» со старейшиной, после чего мальчика оглушают и он теряет сознание. Очнувшись, герой обнаруживает, что его деревня сожжена, а мать погибает у него на глазах в пожаре. Он бежит к деревне, и, подбегая к своему дому, находит там свою мать под горящими обломками. Он пытается ее вытащить, но ничего не получается, и мать умирает.
Девять лет спустя, уже подросток Радунхагейду узнаёт от Матери Рода, что он не может покидать близлежащие долины, чтобы защитить Великий Храм, и та показывает ему стеклянное Яблоко, которое активизируется от его прикосновения и позволяет ему общаться с Юноной. Юнона сообщает ему, что он и его племя являются хранителями Великого Храма и если он не уйдёт,то его деревня будет уничтожена и его люди будут убиты. После Юнона просит индейца найти ассасина Ахиллеса Дэвенпорта, чтобы он обучил юношу.
Герой находит старого ассасина, но тот велит ему убираться. Наконец, когда герой помогает ему отбиться от бандитов, Ахиллес соглашается стать его наставником. Он рассказывает мальчику об истоках Братства Ассасинов и о тамплиерах, которые после потери Константинополя и Кариб получили возможность реванша. После, Радунхагейду вместе с Ахиллесом отправляются в Бостон, чтобы найти необходимые ресурсы для починки особняка, в котором живёт ассасин. В Бостоне, Ахиллес даёт герою новое имя для местных жителей — Коннор, в честь своего умершего сына. Здесь же Коннор вступает в контакт с Сэмюэлом Адамсом. В особняке Ахиллес рассказывает Коннору о тамплиерах и том, что все они должны умереть, даже его отец — великий магистр Ордена Тамплиеров.
По возвращении в поместье, Ахиллес показывает Коннору «Аквилу», корабль, который он может использовать для патрулирования Восточного американского побережья. А также Коннор получает звание ассасина и скрытые клинки.
После герой решает убить всех заговорщиков. Сначала Коннор уничтожает чай в бостонском порту, чтобы ослабить силы Тамплиеров. Уильяма Джонсона герой убивает первым, так как он хотел приобрести землю, на которой живёт народ Коннора, затем Джона Питкерна в битве при Банкер-Хилле. В Нью-Йорке находит Томаса Хики и узнаёт, что он готовится к покушению на Джорджа Вашингтона.
Коннор выслеживает Хики, однако, после короткой потасовки обоих бросают в тюрьму. Однако, Хики не задержали надолго, так как он освободился с помощью Хэйтема и Ли. Коннора обвиняют в заговоре с целью убийства Вашингтона, и он приговорён к повешению, но Ахиллес с учениками спасают Коннора, и герой убивает Хики. Опасаясь, что Тамплиеры по-прежнему хотят убить Вашингтона, Коннор встречается с ним, который сообщает ему, что были какие-то следы у старой церкви. Коннор приходит в церковь, но там встречает отца, который сначала хотел убить сына, однако договаривается с Коннором вместе найти и убить предателя Бенджамина Чёрча. После путешествия на Карибы, Хэйтем и Коннор находят его, и герой убивает тамплиера.
Рассказывая Вашингтону последние новости, Хэйтем обнаруживает письмо, в котором Вашингтон приказал уничтожить все коренные племена. В письме, одно из племён принадлежит Коннору. По прибытии на помощь, Коннор узнаёт что Ли «подговорил» индейцев остановить наступление. Коннор нейтрализует соплеменников, чтобы избежать конфликта, однако ему пришлось убить своего близкого друга детства, Ганадогона, которого подговорил Ли.
После этого Коннор становится ещё более стремительным, размышляя, что необходимо убить и Ли, и Хэйтема. Коннор придумывает план, согласно которому американцы атакуют Нью-Йорк и форт с Ли и тогда он сможет проникнуть в форт. План срабатывает, и герой входит в форт, но обнаруживает Хэйтема, который сберёг Ли. Коннор вступает в схватку с Хэйтемом и убивает его.
В настоящем, время от времени, Шон находит источники энергии, необходимые Храму, чтобы открыть проход. Сначала Дезмонд отправляется на башню в Нью-Йорке, а затем на стадион в Бразилии. И там и там, его преследует Дэниэл Кросс — убийца Абстерго и один из «кротов». Во время осмотра Храма, Юнона рассказывает Дезмонду о событиях, которые привели к первой катастрофе. Во время одной из таких лекций Дезмонд рассказывает, что Люси умерла от его руки, что Яблоко открыло ему, что она была тройным агентом и намеревалась принести Яблоко в Абстерго.
Когда Шон обнаруживает третий элемент, Уильям Майлс решает добыть его сам. Однако вскоре он был схвачен в плен тамплиерами и отправлен в офис Абстерго в Италии. Через видеообращение, доктор Уоррен Видик требует от Дезмонда Яблоко в обмен на жизнь Уильяма. Дезмонд решает спасти отца. Проникнув в лабораторию (где его держали в первой части), он снова сталкивается с Кроссом. От неминуемой смерти Дезмонда спасает эффект просачивания у Кросса (его разум был повреждён из-за опытов тамплиеров). Дэниэл убегает из комнаты в панике, но Майлс догоняет его и убивает своим скрытым клинком. При помощи Яблока, Дезмонд убивает Видика и спасает отца. Эта атака стала фатальной для тамплиеров и им пришлось затаиться и планировать новую стратегию.
В прошлом Коннор преследует Ли. После подслушивания на корабле о встрече, Коннор находит Ли в Бостоне и вступает в погоню по горящему из-за ЧП кораблю. Наконец, Коннор и Ли падают из-за взрыва вниз, Коннор получает ранение, и Чарльз спрашивает Коннора, почему он продолжает упорствовать, ведь тамплиеров не уничтожить, и его отец тому пример. Коннор отвечает: «Потому что больше некому», и стреляет Ли в грудь. Тяжело раненый Ли сбегает во Фронтир.
Коннор находит Ли в баре, и, выпив глоток из бутылки, пронзает своим ножом грудь Ли. Герой берёт медальон Хэйтема с тела Ли и возвращается к своему племени в деревню, но никого там не находит. Затем он находит хрустальное Яблоко, и в видении Юнона поручает ему спрятать медальон, где никто не будет его искать. После чего Яблоко разрушается. Герой прячет медальон в могиле Коннора Дэвенпорта, сына Ахиллеса.
Используя полученную информацию, Дезмонд находит медальон и открывает врата. Там героев встречает Юнона, которая хочет чтобы Дезмонд отдал свою жизнь для спасения мира. Однако, появившаяся Минерва показывает, что, поступая так, он невольно выпустит Юнону, что позволит ей начать завоевание мира. Она объясняет, что Юнона во время войны между Первой Цивилизацией и человечеством была частью заговора.
Минерва показывает Дезмонду, что будет если он не «спасёт» мир. Полагая, что мир будет стоять, если в этом поможет Юнона, Дезмонд приказывает другим оставить его. После того, как они уходят, Дезмонд активирует пьедестал, который принимает его жизнь в качестве жертвы. Мир спасён. В конце появляется Юнона и обращаясь к бездыханному Дезмонду, говорит что он получил своё, и теперь настало время ей получить своё, после чего уходит.
В финальных титрах звучит местами обрывающийся голос ведущего новостей, который говорит, что самое худшее позади, но ущерб нанесённый человечеству ещё не оценён.
В эпилоге Ахиллес умирает, и Коннор хоронит его рядом с сыном и женой. В подвале он сжигает портреты убитых им тамплиеров, затем узнаёт, что его народ ушёл на запад, так как земля, на которой стоит деревня, была «кому-то продана». В Нью-Йорке Коннор становится свидетелем ухода британских войск, а также видит как в порту на аукционе продают рабов и понимает, что его борьба за свободу и справедливость ещё не закончена.

### Тирания короля Вашингтона

#### Бесчестие
Действие происходит либо в альтернативной реальности, либо во сне. Радунхагейду будит его мать Гадзидзио, которая не погибла в пожаре. Радунхагейду не понимает происходящего, и почему на него одета волчья шкура вместо одеяния ассассина. Они подвергаются атаке синих мундиров — американских солдат. Оказывается, солдатами командует Джордж Вашингтон, которому каким-то образом в руки попало Яблоко Эдема установленное на скипетр. Обретённая сила свела Вашингтона с ума, он провозгласил себя королём, используя Яблоко, чтобы заставить людей подчиняться себе. Его верные соратники, Бенедикт Арнольд и Израэль Патнэм полностью преданы ему и являются генералами его армии. Гадзидзио попыталась украсть скипетр, но это ей не удалось. В ярости Вашингтон посылает свою армию уничтожить Фронтир и найти саму Гадзидзио. Радунхагейду и его мать возвращаются в свою деревню, где Мать Рода решает напоить всех воинов особым чаем из коры Великой Ивы, наделяющим их сверхчеловеческими способностями. Гадзидзио считает, что чай слишком опасен. Она передаёт Радунхагейду клинки Хэйтема, который завещал их ему перед смертью. В это время Вашингтон нападает на деревню, с помощью артефакта убивает Гадзидзио, Радунхагейду же расстреливает из пистолетов и из мушкета. Спустя некоторое время Радунхагейду приходит в себя в пещере. Единственные оставшиеся в живых члены племени требуют от Радунхагейду пройти обряд и выпить чай. Во время видения, вызванного напитком, Радунхагейду наделяется духом волка и получает способность становиться практически невидимым на некоторое время в любой местности а также получает способность вызывать спиритических волков, которые убивают ближайших врагов. По возврату в пещеру он видит что синие мундиры нашли и убили всех оставшихся соплеменников. Радунхагейду узнаёт, что Вашингтон решил поработить всё и вся. Он освобождает группу индейцев-рабов и узнаёт, что Израэль Патнэм находится в заставе на Велли-Фордж. Подобравшись к нему, он видит Патнэма, в одиночку направляющегося на встречу с Арнольдом в назначенном форте. Чтобы выманить стражу, Радунхагейду освобождает пойманного медведя и в суматохе, не без помощи полученных способностей, проходит прямо под носом у солдат. Нанеся смертельный удар, Радунхагейду допрашивает Арнольда, который утверждает что был под контролем Яблока и не мог противиться Вашингтону. Он просит Радунхагейду найти Бенджамина Франклина в Бостоне. Внезапно Радунхагейду оглушает Патнэм. Эпизод заканчивается тем, что Патнэм везёт Радунхагейду Вашингтону, надеясь, что за его поимку Вашингтон отдаст ему Бостон.

#### Предательство
Оказавшись в качестве узника в Бостонской тюрьме, Радунхагейду снова встречается с Вашингтоном, который, вместе со своим ближайшим соратником Бенджамином Франклином, приходит посмотреть на «подарок» Патнэма. Вашингтон приказывает своим людям казнить Радунхагейду, а также его друга Ганадогона, которого ранее арестовал Франклин за помощь сопротивлению.
Воспользовавшись способностью «волчий плащ», Радунхагейду совершает побег из камеры и освобождает Ганадогона. Вместе они начинают выбираться из тюрьмы. В какой-то момент Радунхагейду вспоминает, что у него осталась ещё одна порция чая из коры Великой Ивы. Выпив чай, он проходит ещё одно испытание разума и получает новую сверх-способность «Полёт орла», позволяющую ему превращаться в орла и совершать короткие перелёты и внезапно бросаться на врагов с воздуха. С её помощью друзья наконец выбираются из тюрьмы. Радунхагейду видит убегающего Франклина и пускается за ним в погоню. Догнав и ранив Бенджамина, он слышит слова раскаяния, из которых становится понятно, что Вашингтон контролировал разум Франклина, заставляя его совершать ужасные вещи. Неожиданно появляется сам Вашингтон. Радунхагейду вступает в неравную схватку, однако в итоге спасается бегством. Радунхагейду встречается в городе с Ганадогоном и Сэмюэлем Адамсом — лидером сопротивления. Вместе они разрабатывают план по захвату Франклина, который выжил после нападения и снова был подчинён королём. Радунхагейду успешно справляется с поставленной задачей. После поимки Бенджамин снова приходит в себя, раскаивается и клянётся помочь в борьбе с Вашингтоном, который отбыл в Нью-Йорк. Сэмюэль Адамс не верит этому и приказывает убить Франклина, однако Радунхагейду вступается за него. Адамс и Ганадогон отбывают на Бостонский перешеек, чтобы просить помощи у начальника местного гарнизона, сочувствующего повстанцам, в том, чтобы незаметно покинуть Бостон и отправиться в Нью-Йорк. Радунхагейду в это время выполняет ряд поручений Франклина с целью изготовить из особого редкого металла некий предмет, который позже поможет проникнуть во дворец короля, оборудованный множеством ловушек. Через некоторое время Радунхагейду узнаёт о том, что на Бостонском перешейке произошла бойня между повстанцами и «синими мундирами», а его друзья Адамс и Ганадогон, вероятно, погибли. Он лично отправляется на место бойни и находит свидетельства их смерти. Вернувшись к Франклину, Радунхагейду сообщает печальную весть, а также говорит о том, что им нужно как можно быстрее покинуть Бостон. Замаскировавшись под «синего мундира», Франклин в сопровождении Радунхагейду отправляется к капитану Фолкнеру и просит его собрать команду. Однако оказывается, что отплытие невозможно — «Аквилла» захвачена людьми Вашингтона. Радунхагейду вызывается помочь, и в итоге возвращает корабль Фолкнеру. Появляется Патнэм с заложником Ганадогоном, который, как выяснилось, выжил во время бойни на Бостонском перешейке. Радунхагейду убивает Патнэма и спасает Ганадогона, после чего вместе с ним и Франклином отплывает в Нью-Йорк. По прибытии в Нью-Йорк, Радунхагейду видит огромный дворец короля Вашингтона — Масонскую пирамиду возвышающуюся посреди города.

#### Избавление
Радунхагейду вместе со своими друзьями — Бенджамином Франклином, Ганадогоном и капитаном Фолкнером — прибывает в Нью-Йорк на корабле «Аквилла», чтобы найти и уничтожить Джорджа Вашингтона. У побережья их уже поджидает флот короля, в результате чего завязывается морское сражение. В ходе неравного противостояния бортовые пушки «Аквиллы» выходят из строя, после чего Радунхагейду приказывает всем членам команды прыгать за борт, а сам идёт на таран вражеского линейного корабля. За секунду до столкновения Радунхагейду также прыгает за борт, после чего «Аквилла» пробивает борт линейного, и оба корабля идут ко дну. Тем временем Франклин выбирается на берег и тут же встречает Вашингтона, который пытается убить Бенджамина. Но внезапно ему на выручку приходит Ганадогон. Завязывается драка, в ходе которой Ганадогон погибает. Вашингтон и его люди уходят, а через какое-то время до берега наконец добирается Радунхагейду. Вместе с Франклином они решают разыскать в городе лидера местного сопротивления, Томаса Джефферсона. Но прежде чем отправиться на поиски, Радунхагейду решает выпить последнюю оставшуюся у него порцию чая из коры Великой Ивы. Пройдя очередное испытание разума, также известное как «подъём в небо», он получает «Силу медведя», новую сверх-способность, с помощью которой можно создавать мощную ударную волну, способную разом уничтожить целую толпу врагов. Далее выясняется, что как раз сейчас Джефферсон решил воспользоваться суматохой в гавани и повёл своих людей на штурм королевского дворца — Масонской пирамиды, воздвигнутой прямо посреди Нью-Йорка. Однако повстанцы попали в ловушку, и лишь стараниями Радунхагейду им в итоге удалось выжить и отступить от пирамиды. Действия Радунхагейду на поле боя очень впечатлили Джефферсона, и он попросил того присоединиться к повстанцам в борьбе против Вашингтона. По его мнению, народное восстание против короля невозможно, пока люди голодают и едва стоят на ногах. Поэтому первой целью Радунхагейду стал крупный городской чиновник Джон Фитцуильямс, контролирующий все продовольственные склады города. Радунхагейду выслеживает и убивает Фитцуильямса, после чего крадёт со склада наполненную едой повозку и отвозит её в город, чтобы бесплатно раздать всем желающим. Следующий этап противостояния с королём — народные волнения в городе. Чтобы спровоцировать бунт, Радунхагейду ураганом проносится по городу и всячески пытается накалить обстановку — избивает продажных глашатаев, вешает на проводах королевских офицеров, уничтожает статуи Вашингтона и пушки патриотов. И наконец, когда страсти накаляются до предела, Джефферсон решает, что пора действовать. Нужно подать сигнал к началу восстания и начать штурм королевского дворца. В качестве сигнала было решено использовать подрыв порохового склада синих мундиров. Радунхагейду успешно справляется с поставленной задачей, после чего направляется к пирамиде, где уже вовсю идут ожесточённые бои. Проникнув внутрь, он обнаруживает следы, оставленные некогда его матерью, когда она посещала пирамиду, чтобы выкрасть скипетр Вашингтона. Идя по этим следам, Радунхагейду добирается до тронного зала и открывает его с помощью ключа, сделанного Франклином в Бостоне из особого металла. Однако Вашингтона не оказывается внутри. Тогда Радунхагейду забирается на самую вершину пирамиды и уже тут встречается лицом к лицу с королём. Происходит финальная битва, в которой Радунхагейду приходится использовать все свои сверх-способности, чтобы победить. После этого он добирается до выпавшего из рук Вашингтона «яблока», касается его и… Коннор приходит в себя в тот самый момент истинной реальности, о котором игрок может подробнее узнать из трёх видеороликов, открываемых за нахождение всех фрагментов истиной памяти во Фронтире, Бостоне и Нью-Йорке. А именно — в тот момент, когда Джордж Вашингтон разыскал Коннора в лесу ночью у костра и рассказал ему о своей таинственной находке, «яблоке», о том, что его начали терзать странные видения, которым он не в силах сопротивляться, и которых боится. Вашингтон решил передать «яблоко» Коннору, однако когда тот прикоснулся к артефакту, произошла вспышка яркого света и «яблоко» породило ту самую альтернативную реальность, в которой Радунхагейду пришлось сразиться с королём-тираном. И лишь когда король был повержен, а Радунхагейду наконец коснулся артефакта, Коннор и Вашингтон снова пришли в себя, при этом сохранив воспоминания о том, что произошло. Решив, что «никто не должен обладать такой силой», Коннор отказывается принять артефакт, однако все же соглашается по просьбе Вашингтона отвезти и утопить «яблоко» в океане. Что впоследствии Коннор и делает. Сам же Вашингтон отправляется домой, где встречается со своим советником, который пытается убедить генерала в необходимости во благо нации трансформировать Соединённые Штаты в королевство, с королём Вашингтоном во главе. Однако Вашингтон решительно отказывается от предложения, и требует больше никогда даже не говорить об этом.

### Персонажи
Персонажи в современности:
- Дезмонд Майлс — ассасин, главный герой[15].
- Уильям Майлс — лидер Братства ассасинов, отец Дезмонда.
- Ребекка Крэйн — агент ассасинов, создавшая Анимус 2.0 и 3.0.
- Шон Гастингс — агент ассасинов, даёт информацию об исторических личностях и значимых событиях.
- Уоррен Видик — тамплиер. Глава проекта обучения агентов тамплиеров.
- Дэниел Кросс — агент тамплиеров, сотрудник Абстерго в отделе Технологий будущего. Потомок русского ассасина Николая Орлова. Известен также как Объект 4. Согласно Энциклопедии Assassin`s Creed, убил «Наставника» (главу современных ассасинов) в 2000-м году, что положило началу «Великой чистке»[16]. В последнем видео мультиплеера Revelations получил задание — убить Уильяма Майлса. Убит Дезмондом.

Персонажи эпохи Американской Революции:
- Коннор Кенуэй[17][неавторитетный источник] (настоящее имя Раду́нхагейду́) — ассасин, индеец-полукровка, главный герой.
- Ахиллес Дэвенпорт — бывший ассасин, наставник Коннора.
- Хэйтем Кенуэй — великий магистр ордена тамплиеров, отец Коннора, является играбельным персонажем.
- Гадзидзио — скво из племени Могавков, мать Коннора.
- Ганадогон — соплеменник и друг Коннора.
- Мать Рода — вождь племени.
- Джордж Вашингтон — главнокомандующий Континентальной армии. Один из отцов-основателей[18].
- Бенджамин Франклин — учёный, журналист, политический деятель. Один из отцов-основателей.
- Чарльз Ли — тамплиер, генерал армии. Возглавил Орден тамплиеров в Америке после смерти Хэйтема. Главный антагонист игры.
- Жильбер Лафайет — французский политический деятель.
- Пол Ревир — американский ремесленник.
- Израэль Патнэм — генерал американской армии.
- Франсуа Жосеф Поль де Грасс — адмирал французского флота.
- Бенедикт Арнольд — генерал-майор, участник войны за независимость США, командующий войсками в Вест-Пойнте. Предал патриотов и сбежал. Появляется только в версии для PlayStation 3 и Windows в виде специального бонуса.
- Николас Биддл — тамплиер, капитан Континентального флота.
- Джон Питкерн — тамплиер, майор Королевской морской пехоты. Убит в битве при Банкер-Хилле.
- Бенджамин Чёрч — тамплиер, врач, глава медицинской части Континентальной армии.
- Уильям Джонсон — тамплиер, крупный землевладелец, управляющий по делам индейцев.
- Томас Хики — тамплиер, один из личных охранников Уильяма Джонсона.
- Роберт Фолкнер — ассасин, бывший капитан «Аквилы».
- Реджинальд Бёрч — Великий Магистр Ордена Тамплиеров. Был убит Хейтемом и его сестрой.
- Самюэл Адамс — юрист, политический деятель, один из подписантов декларации независимости.
- Эдвард «Бульдог» Брэддок — тамплиер, генерал-майор британской армии. Убит Хэйтемом.
- Сайлас Тэтчер — капитан королевской роты, командир форта Саутгейт, работорговец. Убит Чёрчем.
- Бенджамин Толмедж — глава разведки Континентальной армии.

## Издания
Компания Ubisoft анонсировала три варианта коллекционных изданий Assassin’s Creed III — Freedom Edition, Join or Die Edition и Special Edition. Позже было анонсировано ещё одно, эксклюзивное коллекционное издание Ubiworkshop Edition.
Издания Freedom Edition и Join or Die Edition доступны только по предзаказу. В России коллекционные издания аналогичны европейским. 26 апреля 2013 года вышло новое, полное издание Assassin’s Creed III, включающее в себя наборы «Скрытые секреты», «Закалённый в боях» и одиночную кампанию «Тирания короля Вашингтона» в трёх частях.

### Варианты издания
| Предметы                                        | Издания игры     | Издания игры    | Издания игры                    | Издания игры                | Издания игры        | Издания игры                                | Издания игры                              | Издания игры                                          |
| Предметы                                        | Standard Edition | Special Edition | Join or Die Edition (предзаказ) | Freedom Edition (предзаказ) | Ubiworkshop Edition | Digital Deluxe Edition (электронная версия) | Special Edition (СНГ, электронная версия) | Limited Edition (Только Латинская и Северная Америка) |
| ----------------------------------------------- | ---------------- | --------------- | ------------------------------- | --------------------------- | ------------------- | ------------------------------------------- | ----------------------------------------- | ----------------------------------------------------- |
| Игра                                            | Да               | Да              | Да                              | Да                          | Да                  | Да                                          | Да                                        | Да                                                    |
| Эксклюзивная упаковка                           | Нет              | Да              | Да                              | Да                          | Да                  | Нет                                         | Нет                                       | Да                                                    |
| Металлическая коробка от Алекса Росса           | Нет              | Нет             | Нет                             | Да                          | Нет                 | Нет                                         | Нет                                       | Нет                                                   |
| Дневник Джорджа Вашингтона                      | Нет              | Нет             | Да                              | Да                          | Нет                 | Да                                          | Нет                                       | Нет                                                   |
| 24-см фигурка Коннора                           | Нет              | Нет             | Нет                             | Да                          | Нет                 | Нет                                         | Нет                                       | Нет                                                   |
| Медальон Ассасинов                              | Нет              | Нет             | Да                              | Нет                         | Нет                 | Нет                                         | Нет                                       | Нет                                                   |
| Эксклюзивная литография                         | Нет              | Нет             | Нет                             | Да                          | Нет                 | Нет                                         | Нет                                       | Нет                                                   |
| Новелла Assassin's Creed Объект 4               | Нет              | Нет             | Нет                             | Нет                         | Да                  | Нет                                         | Нет                                       | Нет                                                   |
| Энциклопедия Assassin's Creed Второе Издание    | Нет              | Нет             | Нет                             | Нет                         | Да                  | Нет                                         | Нет                                       | Нет                                                   |
| Статуэтка Коннора                               | Нет              | Нет             | Нет                             | Да                          | Нет                 | Нет                                         | Нет                                       | Да                                                    |
| Ассасинский колониальный флаг                   | Нет              | Нет             | Нет                             | Нет                         | Нет                 | Нет                                         | Нет                                       | Да                                                    |
| Металлическая пряжка для ремня                  | Нет              | Нет             | Нет                             | Нет                         | Нет                 | Нет                                         | Нет                                       | Да                                                    |
| Игровые бонусы                                  |                  |                 |                                 |                             |                     |                                             |                                           |                                                       |
| Дополнительная миссия «Война призрака»          | Нет              | Нет             | Да                              | Да                          | Нет                 | Да                                          | Нет                                       | Нет                                                   |
| Дополнительная миссия «Концы в воду»            | Нет              | Да              | Нет                             | Нет                         | Нет                 | Да                                          | Нет                                       | Нет                                                   |
| Дополнительная миссия «Руины Серроса»           | Нет              | Нет             | Нет                             | Да                          | Нет                 | Да                                          | Нет                                       | Да                                                    |
| Мультиплеерный набор «Снайпер»                  | Нет              | Нет             | Да                              | Да                          | Нет                 | Да                                          | Нет                                       | Нет                                                   |
| Набор для одиночной игры «Капитан «Аквилы»      | Нет              | Нет             | Нет                             | Нет                         | Нет                 | Да                                          | Нет                                       | Нет                                                   |
| Набор для одиночной игры «Колониальный ассасин» | Нет              | Нет             | Нет                             | Нет                         | Нет                 | Да                                          | Нет                                       | Нет                                                   |
| Мультиплеерный набор «Красный Мундир»           | Нет              | Нет             | Нет                             | Нет                         | Нет                 | Да                                          | Да                                        | Нет                                                   |

- Во всех версиях игры для PlayStation 3 и Digital Deluxe Edition доступна эксклюзивная одиночная кампания из четырёх миссий «Бенедикт Арнольд», в которой Коннору предстоит разоблачить двуличного генерала (действие происходит в новой локации — Вест-Пойнт)[22][23].
- Все игровые бонусы для одиночной игры включены в Assassin’s Creed III: Remastered .

## Дополнительный загружаемый контент
- «Скрытые секреты» (англ. The Hidden Secrets pack) — первый набор дополнений. В DLC входят:
  - 4 дополнительные миссии (которые ранее были доступны только с коллекционными изданиями игры) из серии «Морские задания»: «Руины Серроса» (из подсерии «Морские области», награда: уникальное оружие — Зазубренная сабля Кидда), «Война призрака» в 2-х частях (из подсерии «Каперские контракты», награда: уникальное оружие — Боевая дубина Понтиака) и «Концы в воду» (из подсерии «Каперские контракты», награда: уникальное оружие — Кремнёвое ружьё пирата);
  - 2 новых уникальных видов оружия для одиночной игры: Абордажный топор и Шотландское кремнёвое ружьё;
  - 2 новых костюма для одиночной игры: Форма капитана «Аквилы» и Традиционный колониальный наряд ассасина;
  - 2 новых персонажа для мультиплеера: Снайпер и Красный Мундир;
  - 2 новых улучшения морского конвоя: увеличены размер и количество кораблей.
- «Закалённые в битвах» (англ. The Battle Hardened Pack) — набор дополнений для многопользовательской игры. В DLC входят:
  - 3 новых карты для мультиплеера: роскошный тропический Сен-Пьер, гнетущая своей атмосферой крепость Сен-Матьё и охваченный огнём округ Бостона Чарльзтаун;
  - 3 новых персонажа для мультиплеера: Губернатор, Горец и Человек-Койот.
- «Тирания короля Вашингтона» (англ. Tyranny of King Washington) — три последовательных скачиваемых дополнения, которые выпускались в течение полугода после выхода оригинальной игры. Данное DLC имеет новую полноценную одиночную кампанию, в которой действия разворачиваются в альтернативной реальности, а Джордж Вашингтон превращается в злодея и главного антагониста игры:
  - «Бесчестье» (англ. The Infamy) — первый эпизод стал доступен 19 февраля (PC, Xbox 360) и 20 февраля (PS3) 2013 года[24].
  - «Предательство» (англ. The Betrayal) — второй эпизод вышел 19 марта (Xbox 360, PC) и 20 марта (PS3).
  - «Избавление» (англ. The Redemption) — третий эпизод появился 23 апреля[25].
  - Игрок также получает 4 новых способности: Стая волков, Сила Волка, Сила Орла и Сила Медведя.

Для владельцев Season Pass дополнения стали доступны с 4 декабря 2012 года. Не оформившие Season Pass могут скачать дополнения с 11 декабря (PC и Xbox 360) и 13 декабря (PS3).
В Assassin’s Creed III: Remastered игрокам стали доступны эксклюзивные костюмы:
- наряд Алексиоса из игры Assassin’s Creed: Odyssey;
- наряд Арно Дориана из игры Assassin’s Creed: Unity;
- наряд Байека из игры Assassin’s Creed: Origins;
- наряд Джейкоба Фрая из игры Assassin’s Creed: Syndicate;
- наряд Шэя Кормака из игры Assassin’s Creed: Rogue;
- наряд Эдварда Кенуэя из игры Assassin’s Creed IV: Black Flag;
- наряд Агилара из фильма «Кредо убийцы».

## Саундтрек
Официальный саундтрек включает в себя 25 треков. Музыка была написана Лорном Балфом.
| №   | Название                                    | Длительность |
| --- | ------------------------------------------- | ------------ |
| 1.  | «Assassin's Creed III Main Theme»           | 3:06         |
| 2.  | «An Uncertain Present»                      | 2:10         |
| 3.  | «Escape in Style»                           | 2:15         |
| 4.  | «Welcome to Boston»                         | 2:34         |
| 5.  | «Freedom Fighter»                           | 2:16         |
| 6.  | «A Bitter Truth»                            | 1:36         |
| 7.  | «Through the Frontier»                      | 3:02         |
| 8.  | «Connor's Life»                             | 4:56         |
| 9.  | «Trouble in Town»                           | 2:25         |
| 10. | «Farewell»                                  | 1:05         |
| 11. | «HomeStead»                                 | 3:02         |
| 12. | «The Battle of Breed's Hill»                | 2:18         |
| 13. | «Speck of Dust»                             | 2:52         |
| 14. | «Modern Assassin»                           | 3:05         |
| 15. | «Desmond's Destiny»                         | 1:38         |
| 16. | «The Aquilla»                               | 2:18         |
| 17. | «Fight Club»                                | 2:05         |
| 18. | «Eye of the Storm»                          | 2:07         |
| 19. | «Temple Secrets»                            | 1:41         |
| 20. | «Beer and Friends»                          | 1:10         |
| 21. | «Battle at Sea»                             | 4:02         |
| 22. | «Breaching the Walls»                       | 3:32         |
| 23. | «Wild Instincts»                            | 2:44         |
| 24. | «What Came Before»                          | 4:11         |
| 25. | «Assassin's Creed III Main Theme Variation» | 1:33         |

## Разработка
16 февраля 2012 года генеральный директор Ubisoft Ив Гийемо заявил, что Assassin’s Creed III поступит в продажу 31 октября 2012 года. По его словам, разработка игры велась на протяжении последних трёх лет. Чуть позже стало известно, что после выпуска второй части команда её разработчиков была разделена на две равных части: первая работала над Assassin's Creed: Brotherhood и Assassin's Creed: Revelations, а вторая — над Assassin’s Creed III в течение этих трёх лет (с 2009 по 2012).
1 марта 2012 года стало известно место действия игры Assassin’s Creed III. Им станут США времён войны за независимость. В то же время, на официальной странице игры в социальной сети Facebook появилось сообщение: «Важный анонс касательно Assassin’s Creed случится в ближайшие несколько дней». Также, 1 марта на официальной странице Ubisoft в Facebook появились 3 изображения, которые иллюстрировали облик нового центрального персонажа и обложку будущей игры.
5 марта был опубликован тизер-трейлер игры, раскрыты основные подробности игрового процесса и сюжета и начат предзаказ. На страницах апрельского номера журнала Game Informer было опубликовано превью к игре, которое стало главной темой журнала.
28 марта Ubisoft объявили, что PC-версия Assassin’s Creed III не будет поддерживать клавиатуру и мышь, только геймпад. Тогда начали собираться подписи для петиции на Ubisoft, чтобы они сделали поддержку клавиатуры и мыши. В конце концов Ubisoft пообещали настроить управление Assassin’s Creed III для клавиатуры и мыши, но сказали что легче будет играть с геймпадом.
6 апреля на PAX East 2012 состоялся закрытый показ демо-версии Assassin’s Creed III. На следующий день в сеть были выложены скриншоты с выставки, показывающие главного героя, новый интерфейс и новую технологию с помощью которой можно создавать битвы с 2000 неигровых персонажей и более.
7 мая Широкой общественности был впервые представлен ролик, построенный исключительно на мощностях нового игрового движка Anvil Next Engine. В финале ролика звучал призыв «Unite to Unlock», ставший девизом для стартовавшей параллельно одноимённой акции, согласно условиям которой фанаты должны были оставить в Facebook и Twitter 1 млн. 776 тыс. упоминаний о ролике, после чего в общий доступ будет выложен первый ролик, показывающий непосредственно игровой процесс. Цифра была выбрана не случайно, символизируя год, когда была подписана Декларация независимости США.
10 мая вышел трейлер показывающий функции движка и игровую механику.
5 июня на выставке E3 в Лос-Анджелесе был представлен новый CGI трейлер и продемонстрирован игровой процесс. Также, с 5-го по 7-е июня на выставке демонстрировался игровой процесс многопользовательского режима Assassin’s Creed III, из которого стало известно о режиме доминирования и новых изменениях баланса.
12 октября компания Ubisoft раскрыла новый трейлер приключенческого экшна Assassin’s Creed III, посвящённый сражениям и оружию в игре. Также на официальном российском сайте игры запустилась вирусная мини-игра, посвящённую нахождению скрытых объектов на исторических картинах. Когда все объекты будут найдены совместными усилиями пользователей, на сайте появится новое эксклюзивное изображение из игры.
13 сентября 2018 года анонсировано переиздание на PlayStation 4, Xbox One и Windows, которое вышло в марте 2019 года.

## Выпуск
По данным Ubisoft было оформлено предзаказов на 10 миллионов копий, что делает игру самой предзаказываемой в истории компании. За первую неделю продаж после релиза на консолях игра продалась количеством в 3,5 миллиона.
На 12 декабря было продано 7 миллионов копий игры, что сделало её самой быстропродаваемой в истории Ubisoft.
По итогам третьего квартала 2012/2013 финансового года, игра Assassin’s Creed 3 была продана количеством в 12 миллионов копий.

## Отзывы и критика
| Сводный рейтинг       | Сводный рейтинг                                                                   |
| Агрегатор             | Оценка                                                                            |
| --------------------- | --------------------------------------------------------------------------------- |
| GameRankings          | - (PC) 80,75 % - (PS3) 85,56 % - (X360) 84,92 % - (Wii U) 83,00 % - (PS4) 70,30 % |
| Metacritic            | (PC) 80/100 (PS3) 85/100 (Wii U) 85/100 (X360) 84/100                             |
| Иноязычные издания    |                                                                                   |
| Издание               | Оценка                                                                            |
| CVG                   | 8/10                                                                              |
| Edge                  | 8/10                                                                              |
| Eurogamer             | 9/10                                                                              |
| G4                    | 10/10                                                                             |
| Game Informer         | 9,5/10                                                                            |
| GameSpot              | 8,5/10                                                                            |
| GamesRadar+           | [ 53 ]                                                                            |
| GameTrailers          | 9,2/10                                                                            |
| Hardcore Gamer        | 5/5                                                                               |
| IGN                   | 8,5/10                                                                            |
| OPM                   | 7/10                                                                              |
| OXM                   | 8,5/10                                                                            |
| Русскоязычные издания |                                                                                   |
| Издание               | Оценка                                                                            |
| 3DNews                | 9/10                                                                              |
| Absolute Games        | 75 %                                                                              |
| PlayGround.ru         | 8,5/10                                                                            |
| Riot Pixels           | 85/100                                                                            |
| StopGame.ru           | Похвально                                                                         |
| «Игромания»           | 9/10                                                                              |
| «Страна игр»          | 7,5/10                                                                            |

Игра получила преимущественно положительные отзывы как от зарубежной, так и от отечественной прессы. Портал «Игры@Mail.Ru» поставил игре 9 баллов из 10. «Это гигантский проект с зашкаливающим размахом постановки и претензией на историческую достоверность. В качестве продолжения сериала игра практически безупречна и даже обязательна к покупке.»
Журнал «Страна игр» дал игре 7.5 баллов из 10.
Игра заняла второе место в номинации «Игра года» (2012) журнала «Игромания» и получила награду «Сценарий года», а также победила в спецноминации «Лучшая Action-adventure с открытым миром» по версии сайта igromania.ru.